# Manuel Lagos
Manuel Lagos   (Saint Paul, 11 de juny de 1971), conegut com a Manny Lagos, fou un futbolista estatunidenc que va jugar a la UE Lleida la temporada 1991-1992.